# 31ª edizione dei Directors Guild of America Award
La 31ª edizione dei Directors Guild of America Award si è tenuta nel corso del 1979 e ha premiato il migliore regista cinematografico e i migliori registi televisivi del 1978.

## Cinema
- Michael Cimino – Il cacciatore (The Deer Hunter)
- Hal Ashby – Tornando a casa (Coming Home)
- Warren Beatty e Buck Henry – Il paradiso può attendere (Heaven Can Wait)
- Paul Mazursky – Una donna tutta sola (An Unmarried Woman)
- Alan Parker – Fuga di mezzanotte (Midnight Express)

## Televisione

### Serie drammatiche
- Gene Reynolds – Lou Grant per l'episodio Prisoner
- Michael Apted – Laurence Olivier Presents per l'episodio The Collection
- Joseph Hardy – The Paper Chase per l'episodio pilota

### Serie commedia
- Paul Bogart – Arcibaldo (All in the Family) per gli episodi Eccoci California (parte 1) (California, Here We Are: Part 1) ed Eccoci California (parte 2) (California, Here We Are: Part 1)
- Charles S. Dubin – M*A*S*H per l'episodio Punti di vista (Point of View)
- Jay Sandrich– Bolle di sapone (Soap) per il 32º episodio

### Special, film TV e trasmissioni d'attualità
- Marvin J. Chomsky – Olocausto (Holocaust)
- Glenn Jordan – I miserabili (Les Miserables)
- George Schaefer – First, You Cry

### Trasmissioni d'attualità
- Don Mischer – Kennedy Center Honors
- Edward Nathanson – NFL Monday Night Football
- Marty Pasetta – The American Film Institute Salute to Henry Fonda

### Trasmissioni musicali e d'intrattenimento
- Merrill Brockway – Great Performances per la puntata Choreography by Balanchine: Part 3
- George Schaefer – The Second Barry Manilow Special
- Gary Weis – Steve Martin: A Wild and Crazy Guy

### Documentari
- John Korty – Who Are the DeBolts? And Where Did They Get Nineteen Kids?
- Arthur Fisher – Disneyland: 25th Anniversary Special
- Richard Gerdau – Arson: Fire for Hire